# Felteu
Le Felteu, fouilletout ou feuilleteu est un lutin farceur du folklore de Champagne, précisément du Bassigny. La légende originale est contée par Gustave Sarcau dans les Légendes du Bassigny Champenois en 1844, elle a éré reprise par de nombreux folkloristes et conteurs plus récents.

## Description
Les felteux sont des lutins d'environ deux pieds de hauteur. Selon la légende collectée par Gustave Sarcau, une jeune cuisinière en a vu plus de soixante, rangés en trois cercles concentriques autour d'un grand feu. Le plus large était composé des palefreniers brossant, étrillant, et nattant la crinière des plus beaux chevaux, le suivant de violonistes, et celui du centre de lutins plumant des volailles qu'elle reconnaît pour lui avoir été volées. Elle choisit de les aider à cuisiner et les felteux la remercient en lui donnant une grande quantité d'or, grâce auquel elle ouvre une auberge nommée « au bon Felteu »,,.